# RAF Tempsford
RAF Tempsford – utajnione lotnisko RAF, zlokalizowane koło wioski Tempsford, hrabstwo Bedfordshire, około 14 km na wschód od Bedford. Było obiektem Special Operations Executive (SOE) wykorzystywanym w latach 1942–1946 do wysyłania drogą lotniczą agentów i kurierów do krajów okupowanej Europy, w tym w latach 1942–1943 ponad połowy z 316 cichociemnych, a także kurierów do Polski. Między innymi stacjonowała tam polska Eskadra „C” przypisana do 138 Dywizjonu RAF Specjalnego Przeznaczenia. Z lotniska startowały samoloty 138 i 161 dywizjonów specjalnych RAF do Belgii, Holandii, Niemiec, Czechosłowacji oraz do Polski. Piloci zakwaterowani byli w pobliskim Tetworth Hall, tajnym hotelu dla pilotów. Po wojnie zamknięte .

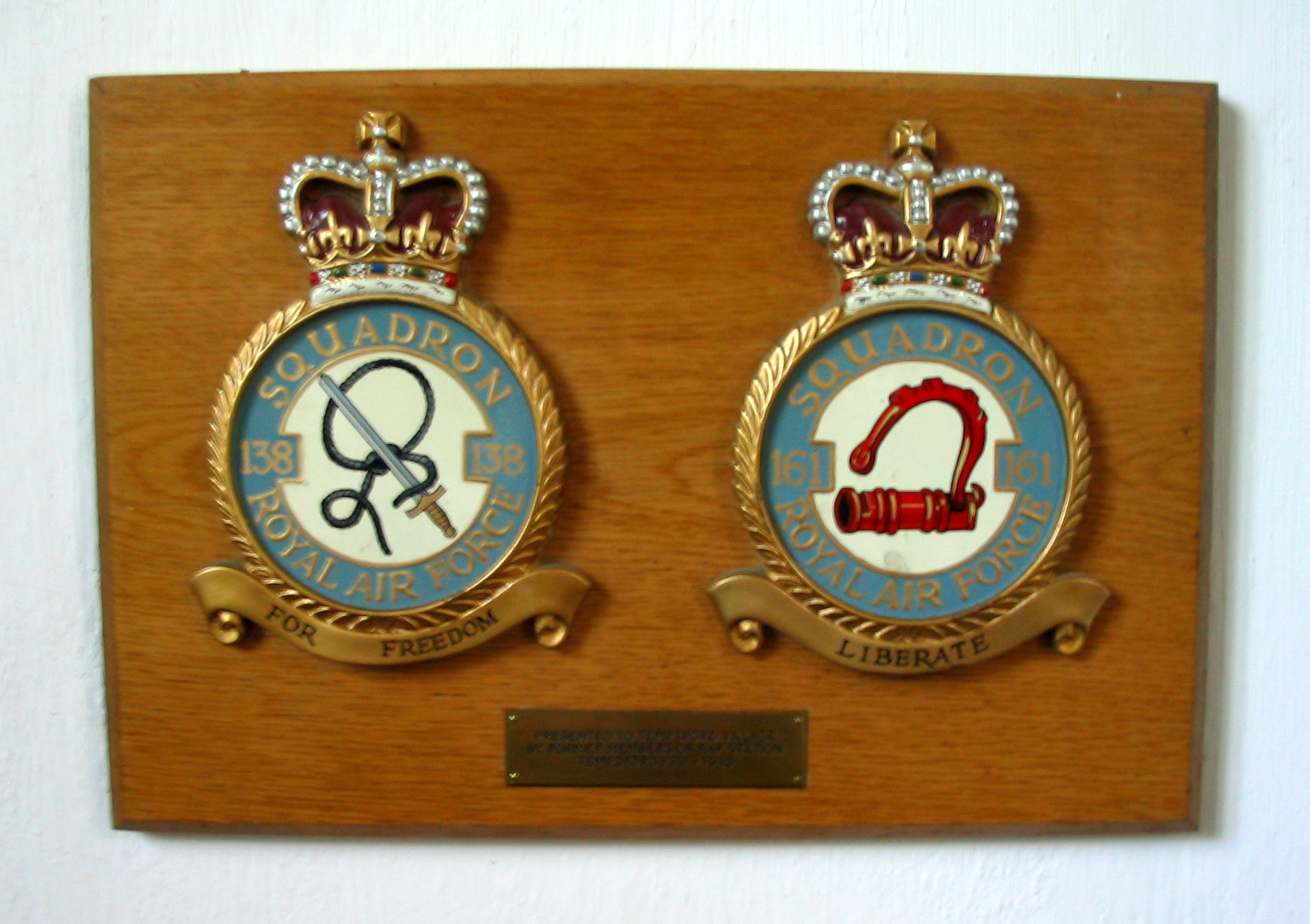
Plakietki 138 i 161 Dywizjonu umieszczone w kościele St. Peter w Tempsford

Aby wprowadzić w błąd niemieckie rozpoznanie lotnicze, w Tempsford wybudowano tzw. „Gibraltar Farm”. Budynek wyglądał jak zwykła brytyjska stodoła w gospodarstwie rolnym. Murowane budynki pokryto od zewnątrz drewnem. Obiekt zachował się do dzisiaj, obecnie w jego wnętrzu oraz na pobliskim terenie umieszczone są pamiątkowe tablice i inne artefakty upamiętniające lotników oraz żołnierzy przerzucanych do okupowanych krajów.
Początkowo cichociemnych przerzucano z brytyjskich lotnisk RAF: Foulsham (2), Linton-on-Ouse (2), Leakenheath (9), Newmarket (2), Stradishall (6). Od 27 marca 1942 do 21 września 1943 z lotniska RAF Termpsford, w 43 operacjach lotniczych SOE przerzucono do okupowanej Polski 158 cichociemnych oraz w ok. 90 kolejnych operacjach lotniczych zaopatrzenie dla Armii Krajowej (zrzuty materiałowe)..
M.in. z tego lotniska, w nocy 29/30 października 1942, wystartował  Halifax W-7774 "T", z zadaniem zbombardowania siedziby Gestapo w Warszawie. Domagał się tego gen. Stefan Rowecki, komendant główny ZWZ-AK, brytyjskie Air Ministry (Ministerstwo Lotnictwa) wyjątkowo wyraziło zgodę. Załoga pilotowanego przez Kazimierza Szrajera oraz Stanisława Kłosowskiego samolotu nie była w stanie w nocy, przy ograniczonej widoczności, zrzucić bomby dokładnie na cel, pomimno trzykrotnego podejścia do bombardowania.  Dwie bomby 500 funtowe (ok. 230 kg) oraz cztery 250 funtowe, symulując lądowanie, zrzucono na cel zastępczy - lotnisko Okęcie. W drodze powrotnej samolot ostrzelał niemiecki myśliwiec JU-88, który uszkodził jeden silnik, ster kierunku i system kontroli paliwa. Uszkodzony samolot, po zatrzymaniu wszystkich silników, wodował ok. 460 metrów od brzegu Wielkiej Brytanii. Mistrzowskim pilotażem wykazał się Stanisław Kłosowski, który tak posadził ciężki samolot na Morzu Północnym, że jeszcze przez dwie godziny samolot utrzymywał się na wodzie. "Cała załoga się uratowała, będąc wzięta w 2 godz. później przez łódź motorową ratowniczą". Kiedy na lotnisko Tempsford doszła wiadomość, że załoga kpt. Króla pływała, jeden z sierżantów wysłał koledze z załogi (…) pantofle sportowe i majteczki kąpielowe. 

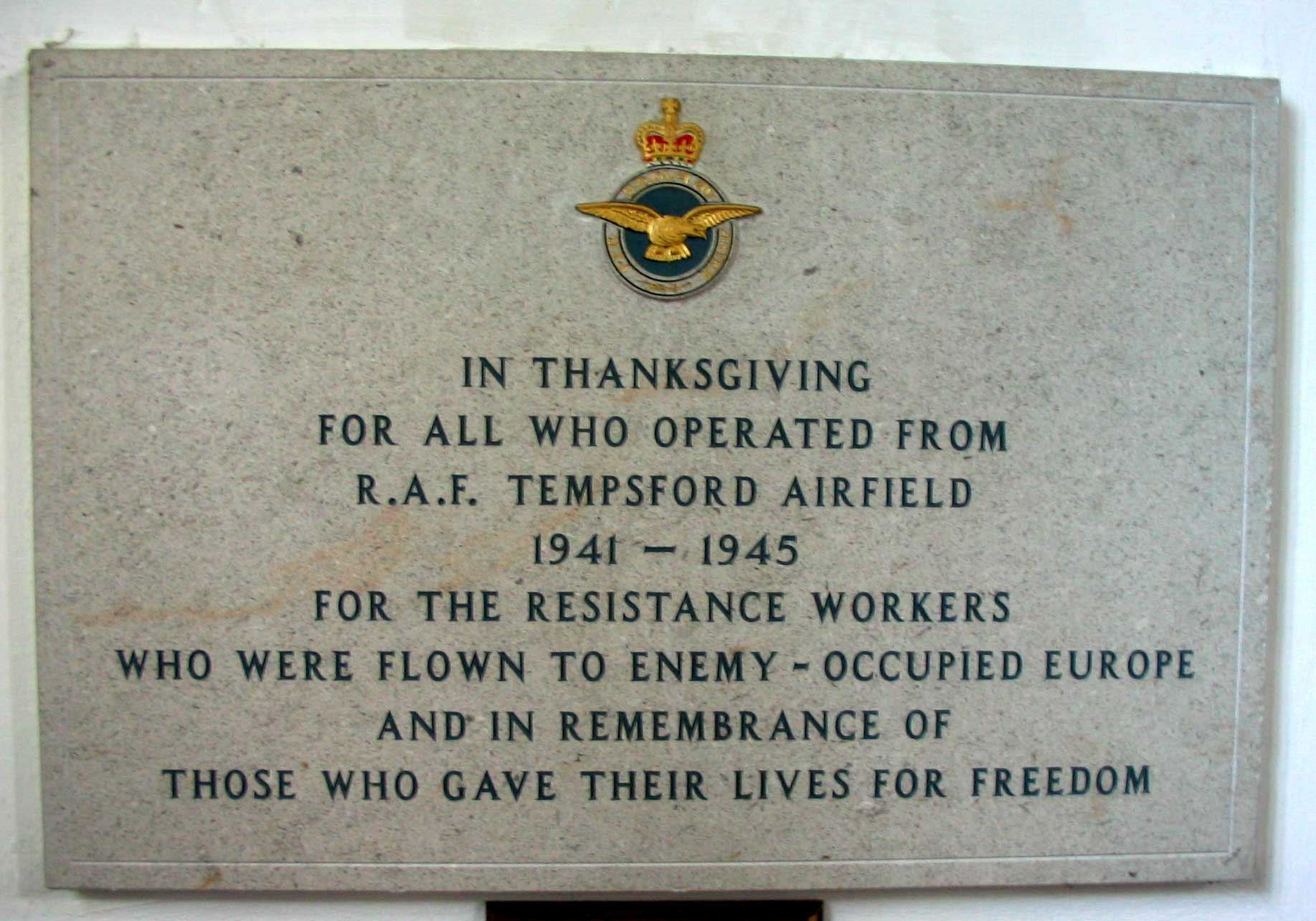
Tablica pamiątkowa w kościele St. Peter w Tempsford

Od początku za organizację lotów specjalnych SOE ze zrzutami (cichociemnych i zaopatrzenia dla Armii Krajowej) do Polski odpowiadał (ze strony polskiej) mjr. dypl. Jan Jaźwiński, początkowo szef Samodzielnego Referatu "S" (później przekształconego w Wydział "S") w Oddziale VI (Specjalnym) Sztabu Naczelnego Wodza, następnie od stycznia 1944 komendant Głównej Bazy Przerzutowej (kryptonim "Jutrzenka") w Latiano, 20 km od Brindisi.
Z lotniska Campo Casale pod Brindisi przerzucono do okupowanej Polski kolejnych 133 cichociemnych spadochroniarzy Armii Krajowej oraz w kilkudziesięciu kolejnych operacjach lotniczych zaopatrzenie dla AK (zrzuty materiałowe). Z Brindisi także startowały samoloty w trzech operacjach "Wildhorn" (Most).

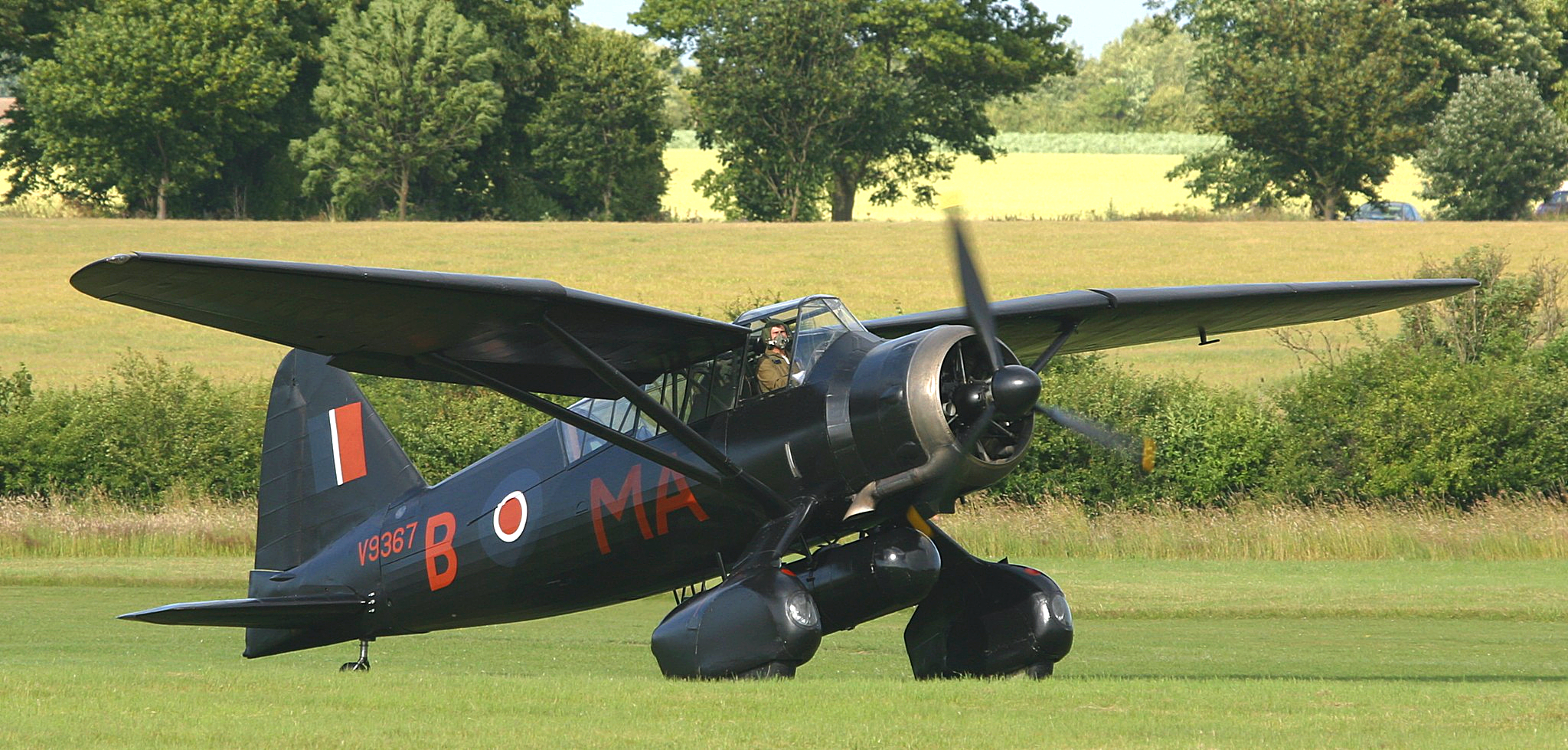
Samolot Westland Lysander używany do transportu agentów SOE do i z okupowanej Europy

## Zobacz
- Bazy RAF używane przez PSP